# Maiden England
A Maiden England az Iron Maiden brit heavy metal együttes koncertfilmje, amely eredetileg 1989. november 8-án jelent meg VHS videókazettán. A koncertfelvétel a National Exhibition Centerben készült, Birminghamben, az együttes 1988-as Seventh Son of a Seventh Son című albumának lemezbemutató turnéján.
A videó egy limitált kiadása 1994-ben a koncertfilm hanganyagát rejtő bónusz CD-vel jelent meg, amiről helyhiány miatt a Can I Play with Madness és a Hallowed Be Thy Name lemaradt. 2013-ban a koncert teljes felvétele, a ráadásban eljátszott dalokkal együtt, került kiadásra DVD-n és dupla CD-n, Maiden England ’88 címmel. A DVD kiadvány második lemezére felkerült az Iron Maiden történetét feldolgozó dokumentumfilm 3. része, illetve az eredetileg 1987-ben megjelent 12 Wasted Years dokumentumfilm is, illetve a Somewhere in Time (1986) és a Seventh Son of a Seventh Son (1988) albumokhoz kiadott videóklipekkel.

## Az album dalai

### VHS-kiadás (1989)
1. "Moonchild" (Adrian Smith, Bruce Dickinson)
2. "The Evil That Men Do" (Smith, Dickinson, Steve Harris)
3. "The Prisoner" (Harris, Smith)
4. "Still Life" (Dave Murray, Harris)
5. "Die with Your Boots On" (Smith, Dickinson, Harris)
6. "Infinite Dreams"  (Harris)
7. "Killers" (Harris, Paul Di’Anno)
8. "Can I Play with Madness" (Smith, Dickinson, Harris)
9. "Heaven Can Wait" (Harris)
10. "Wasted Years" (Smith)
11. "The Clairvoyant" (Harris)
12. "Seventh Son of a Seventh Son" (Harris)
13. "The Number of the Beast" (Harris)
14. "Hallowed Be Thy Name" (Harris)
15. "Iron Maiden" (Harris)

### CD-kiadás (1994)
| 1.    | Moonchild                    | Smith, Dickinson         | 5:45  |
| 2.    | The Evil That Men Do         | Smith, Dickinson, Harris | 4:16  |
| 3.    | The Prisoner                 | Harris, Smith            | 5:57  |
| 4.    | Still Life                   | Murray, Harris           | 4:32  |
| 5.    | Die with Your Boots On       | Smith, Dickinson, Harris | 5:10  |
| 6.    | Infinite Dreams              | Harris                   | 5:53  |
| 7.    | Killers                      | Harris, Di'Anno          | 4:54  |
| 8.    | Heaven Can Wait              | Harris                   | 7:32  |
| 9.    | Wasted Years                 | Smith                    | 4:54  |
| 10.   | The Clairvoyant              | Harris                   | 5:42  |
| 11.   | Seventh Son of a Seventh Son | Harris                   | 10:11 |
| 12.   | The Number of the Beast      | Harris                   | 4:46  |
| 13.   | Iron Maiden                  | Harris                   | 5:01  |
| 74:33 |                              |                          |       |

### DVD-kiadás (2013)
1. lemezMaiden England ’88
1. "Moonchild" (Smith, Dickinson)
2. "The Evil That Men Do" (Smith, Dickinson, Harris)
3. "The Prisoner" (Smith, Harris)
4. "Still Life" (Murray, Harris)
5. "Die with Your Boots On" (Smith, Dickinson, Harris)
6. "Infinite Dreams" (Harris)
7. "Killers" (Harris, Di'Anno)
8. "Can I Play with Madness" (Smith, Dickinson, Harris)
9. "Heaven Can Wait" (Harris)
10. "Wasted Years" (Smith)
11. "The Clairvoyant" (Harris)
12. "Seventh Son of a Seventh Son" (Harris)
13. "The Number of the Beast" (Harris)
14. "Hallowed Be Thy Name" (Harris)
15. "Iron Maiden" (Harris)
16. "Run to the Hills" (csak a 2013-as kiadáson) (Harris)
17. "Running Free" (csak a 2013-as kiadáson) (Harris, Di'Anno)
18. "Sanctuary" (csak a 2013-as kiadáson) (Harris, Murray, Di'Anno)

2. lemez
1. "The History of Iron Maiden" – Part 3 (kb. 40 perc) – A "The History of Iron Maiden" dokumentumsorozat folytatása. Zenekari tagok, segítők, barátok és munkatársak beszélnek az együttes pályafutásának 1986 és 1988 közötti a szakaszáról.
2. 12 Wasted Years (kb. 90 perc) – Az 1987-es dokumentumfilm interjúkkal és koncertrészletekkel a zenekar első 12 évéről.
3. Promóciós videóklipek: "Wasted Years", "Stranger in a Strange Land", "Can I Play with Madness", "The Evil That Men Do" és "The Clairvoyant".

### CD-kiadás (2013)
| 1.  | Moonchild                                         | Smith, Dickinson,        | 6:23 |
| 2.  | The Evil That Men Do                              | Smith, Dickinson, Harris | 4:18 |
| 3.  | The Prisoner                                      | Smith, Harris            | 6:00 |
| 4.  | Still Life                                        | Murray, Harris           | 4:32 |
| 5.  | Die with Your Boots On                            | Smith, Dickinson, Harris | 5:19 |
| 6.  | Infinite Dreams                                   | Harris                   | 5:53 |
| 7.  | Killers                                           | Harris, Di'Anno          | 4:57 |
| 8.  | Can I Play with Madness (csak a 2013-as kiadáson) | Smith, Dickinson, Harris | 3:25 |
| 9.  | Heaven Can Wait                                   | Harris                   | 7:43 |
| 10. | Wasted Years                                      | Smith                    | 5:06 |

| 1. | The Clairvoyant                                | Harris                  | 4:30  |
| 2. | Seventh Son of a Seventh Son                   | Harris                  | 10:08 |
| 3. | The Number of the Beast                        | Harris                  | 4:47  |
| 4. | Hallowed Be Thy Name (csak a 2013-as kiadáson) | Harris                  | 7:21  |
| 5. | Iron Maiden                                    | Harris                  | 5:11  |
| 6. | Run to the Hills (csak a 2013-as kiadáson)     | Harris                  | 4:01  |
| 7. | Running Free (csak a 2013-as kiadáson)         | Harris, Di'Anno         | 5:33  |
| 8. | Sanctuary (csak a 2013-as kiadáson)            | Harris, Murray, Di'Anno | 5:24  |

## Közreműködők
Bruce Dickinson – ének
Nicko McBrain – dob
Steve Harris –  basszusgitár, vokál
Adrian Smith  – gitár, vokál
Dave Murray  – gitár
Michael Kenney – billentyűs hangszerek

## Fordítás
Ez a szócikk részben vagy egészben  a   Maiden England című angol Wikipédia-szócikk fordításán alapul.  Az eredeti cikk szerkesztőit annak laptörténete sorolja fel. Ez a jelzés csupán a megfogalmazás eredetét és a szerzői jogokat jelzi, nem szolgál a cikkben szereplő információk forrásmegjelöléseként.